# Нижняя Салда
Ни́жняя Салда́ — город областного подчинения в Свердловской области России, административный центр одноимённого муниципального округа.

## География
Нижняя Салда расположена на восточном склоне Среднего Урала, по обоим берегам реки Салды (правого притока Тагила). На реке в черте города создан Нижнесалдинский пруд. Город находится в 137 километрах к северу от областного центра Екатеринбурга (по трассе через Нижний Тагил 190 километров), в 54 километрах к востоку от Нижнего Тагила и менее чем в 10 километрах к востоку от более крупного города Верхней Салды. Нижняя Салда находится между Верхней Салдой и Алапаевском. Климатические условия местности, окружённой лесами, благоприятны для здоровья, почва по большей части каменистая, местами глинистая и болотная.
Через город проходит автодорога регионального значения Нижний Тагил — Верхняя Синячиха, а также дороги в посёлок Басьяновский и деревню Нелобу.

## История
Поселение на месте нынешней Нижней Салды возникло в 1758 году,на месте поселений коренных жителей вогулов, когда началось строительство железоделательного завода на реке Салде, принадлежавшего Никите Демидову.
История Нижнесалдинского завода тесно связана с именем В. Е. Грум-Гржимайло (1864—1928), инженера и управителя предприятия. При его участии был построен рельсопрокатный цех (1902), спроектирована доменная и рудообжигательная печи. В 1909 году до города довели железнодорожную ветку, соединив Верхнюю Салду, Нижнюю Салду и Алапаевск с Нижним Тагилом и остальным миром.
Жители заводского посёлка; переселенцы, привезённые на Урал из Нижегородской, Казанской и Архангельской губерний, владели различными ремёслами. Одним из более распространённых для ремёсел были природные материалы: лыко, береста, глина, волос. Из лыка изготовляли мочало, лапти. Из бересты — бураки, ёмкости для хранения жидких или сыпучих материалов, в наше время Виктор Александрович Бессонов занимается изготовлением берестяной утвари. Из глины выделывалась посуда: кринки для молока, кваса. Существовала пимокатная мастерская, которая из волоса катала валенки. Салдинцы полностью обеспечивали себя. Обслуживая металлургический завод, горожане имели земельный надел, содержали коров и лошадей, последние также использовались для нужд завода.
В 1970-х годах было закрыто доменное и мартеновское производство. Завод стал  прокатным. Большим спросом пользуется продукция завода: топоры с маркой «Три кедра», алюминиевая посуда. Основным видом продукции завода становится трубная заготовка и рельсовая подкладка, уголок, пруток. В 1983 году в Нижней Салде сдан в эксплуатацию крупнейший в СССР цех рельсовых скреплений. В настоящее время завод является поставщиком рельсовой подкладки для крепления рельс на железных дорогах.
С 1958 года Нижняя Салда стала участником освоения космического пространства. Научно-исследовательский институт машиностроения (НИИМаш) является одним из ведущих предприятий по созданию ракетных двигателей малой тяги, используемых для ориентации космических объектов в пространстве. В 1971 году первая в мире космическая станция «Салют» с 32 двигателями, изготовленными в НИИмаш, была выведена на орбиту. Созданными в Нижней Салде ракетными двигателями малой тяги оборудованы более 800 космических аппаратов, в том числе все пилотируемые и грузовые корабли, модули орбитальных станций. В составе НИИ машиностроения имеется кислородный завод, продукция которого востребована по всей России.
Город до сих пор сохранил черты демидовского посёлка: большая часть домов деревянная. Большое своеобразие городу придаёт Нижнесалдинский пруд и кедровая роща (около 500 кедров), старые тополя и липы. Из трёх действовавших до революции церквей осталось две, одна из них Александра Невского, действующая, с хозяйственным пристроем и большим домом, в котором с 1940-х до 1990-х годов размещался детский дом. Другая Никольская церковь — каменная, трёхпрестольная. Заложена в 1826 году. Построена на средства заводовладельцев Демидовых. Закрыта в 1930 году.
6 мая 2002 года черта города была скорректирована.

## Александро-Невская церковь
Инициатором и руководителем строительства Храма Александра Невского был управитель Нижнесалдинского завода Константин Поленов, архитектором С. С. Козлов. Каменная трёхпрестольная церковь была заложена в начале XX века и 24 мая 1905 года главный храм был освящён во имя благоверного великого князя Александра Невского, а правый предел освящён во имя Николая архиепископа Мирликийского.
В 1930-х годы церковь была закрыта. В советское время там был тир, затем клуб, до 1970 года был  кинотеатр, затем здание пустовало. В 1989 году храм был возвращён Русской православной церкви. Церковь является памятником архитектуры начала XX века.

## Никольская церковь
В 1764 году при открытии прихода на Нижне-Салдинском Заводе был построен деревянный храм во имя великомученика Никиты с двумя приделами во имя Архистратига Михаила и Святого Николая, он был построен на средства завода. В 1826 году на средства заводовладельцев Демидовых была заложена Никольская церковь, каменная, трёхпрестольная. Построена по проекту архитектора А. П. Чеботарёва в 1832 году. Главный храм во имя святого Николая, архиепископа Мирликийского, был освящён 22 августа 1834 года архиепископом Аркадием Пермским. Правый придел во имя великомученика Никиты, левый придел во имя святого мученика Харалампия. Иконостасы в главном и придельных храмах двухъярусные. В 1898 году храм был реставрирован на средства церкви и частью общества: были перекрашены в белую краску все иконостасы, внутри стены храма окрашены масляной краской и расписаны живописью. В память освобождения крестьян общество отлило колокол в 300 пудов. В Нижнесалдинском приходе существовало несколько крестных ходов: на пасхальной неделе на кладбище, в десятое воскресение по Пасхе по заводу по случаю бывшего пожара в 1862 году и самый торжественный ход 7, 8 и 9 мая в Верхнесалдинский завод; установлен этот ход давно, когда ещё в Верхнесалдинском заводе не было своего храма.
Никольская церковь была закрыта в 1930 году. В советские годы в здании размещался гараж. Здание храма относится центрическому плану, являя примером храмового зодчества в формах классицизма.
Храм имеет полусферический купол на световом барабане-ротонде, а фасады установлены четырёхколонные портики римско-ионического ордера, колонны расставлены попарно. Окна имеют сандрики на кронштейнах-модульонах.
На колокольне церкви были установлены башенные часы с боем, которые якобы при разделе имущества Акинфия Демидова достались Никите Акинфиевичу. Эти часы якобы Пётр I привёз из Голландии и подарил Демидову. В середине XVIII века они вышли из строя и долго бездействовали, но в 1771 году Демидов направил механика Егора Жепинского, который «доставшимся от Невьянского завода часам собрал, и вновь приделал принадлежность, и действительно на Нижнесалдинском заводе в действие привёл, и действуют они изрядно». Данные часы были найдены в наши дни.

## Николаевская единоверческая церковь
В 1758 году была построена раскольничья Кержацкая часовня. В 1828 году часовня сгорела, в 1829 году была построена новая, в ней совершали обряды крещения, венчания и отпевания раскольники, а также единоверцы. В то время старостами при часовне были Захар Петров, Тимофей и Александр Григорьевы Головановы и Степан Степанов Голованов. 20 ноября (или в сентябре) 1836 года по донесению исправника Нижнесалдинского завода часовня была закрыта и запечатана, так как была построена вопреки указу правительства, запрещающего строить раскольничьи часовни. Прихожане были вынуждены проводить моления в крестьянских избах, что тоже преследовалось. Раскольники обращались к руководству завода и к императору с просьбой распечатать часовню, в 1842 году император повелел «раскольничью часовню передать в ведение единоверцев для обращения оной в единоверческую церковь со всем её имуществом». 16 июля 1842 года часовня была распечатана и как сообщалось официально, «все с большим удовлетворением они совершали там обряды». При передаче часовни присутствовали единоверческие священники Дмитрий Козельский и Иван Пырьев. В связи с расширением решено было построить каменную единоверческую церковь. Выбрав высокое место на берегу пруда, Демидовы выделили средства для сноса шести усадеб. 28 сентября 1857 года был заложен храм по проекту архитектора Алексея Белова во имя Святой Церкви и Чудотворца Николая. К декабрю 1863 года церковь была закончена, но Павел Павлович Демидов выдал нижнесалдинскому обществу 2500 рублей серебром на достройку церкви только в 1867 году. Николаевская единоверческая церковь была освящена в 1867 году.

## Инфраструктура

### Общие сведения
В городе работают больницы, поликлиники, пожарная часть, отделение полиции, несколько отделений «Почты России», одно отделение Сбербанка и нескольких других банков.

### Культура, спорт и религия
В городе есть дворец культуры, краеведческий музей им. А. Н. Анциферова, центральная городская библиотека, детская библиотека им. Д. Н. Мамина-Сибиряка, крытый хоккейный корт, два стадиона, городской парк культуры и лесопарк «Кедровая роща». В городе действуют два православных храма Александра Невского и Никольская церковь.

### Образование
В городе две общеобразовательные школы, центр образования и гимназия, несколько детских садов и профессиональное училище.

## СМИ
Издаются газеты «Салдинский рабочий» и «Городской вестник». Предоставляются услуги сотовой связи. Установлен телевизионный ретранслятор — телевышка (134 метра).

## Промышленность
Основная отрасль промышленности: металлургия, также в городе ведётся лесозаготовка. Лес перерабатывается на доски, брус, шпалы, рейку и прочее. Работает несколько мелких предприятий.
Крупнейшие предприятия города:
- Нижнесалдинский металлургический завод (НСМЗ);
- Научно-исследовательский институт машиностроения[13].

## Транспорт
В городе работают железнодорожная станция Нижняя Салда и автовокзал. До станции Нижняя Салда ходят электрички из Алапаевска и Нижнего Тагила. До автостанции ходят междугородные автобусы из Екатеринбурга, Нижнего Тагила и окрестных городов, до окрестных посёлков ходят пригородные автобусы.
Внутригородской общественный транспорт представлен несколькими автобусными маршрутами, маршрутными такси и несколькими местными службами такси.

## Население
| 1897    | 1909    | 1913    | 1931    | 1939    | 1959    | 1967    | 1970    | 1979    |
| ------- | ------- | ------- | ------- | ------- | ------- | ------- | ------- | ------- |
| 13 043  | ↘12 983 | ↗15 000 | ↗15 700 | ↗19 400 | ↗21 382 | ↗22 000 | ↘21 484 | ↘20 828 |
| 1989    | 1992    | 1996    | 1998    | 2002    | 2003    | 2005    | 2006    | 2007    |
| ↗20 932 | ↘20 300 | ↘19 400 | ↘19 000 | ↘18 067 | ↗18 100 | ↘17 900 | ↘17 800 | ↗17 900 |
| 2008    | 2009    | 2010    | 2011    | 2012    | 2013    | 2014    | 2015    | 2016    |
| →17 900 | ↗17 920 | ↘17 619 | ↘17 600 | ↘17 452 | ↘17 362 | ↘17 297 | ↗17 376 | ↗17 387 |
| 2017    | 2018    | 2019    | 2020    | 2021    | 2023    |         |         |         |
| ↘17 380 | ↘17 373 | ↘17 345 | ↘17 330 | ↘16 505 | ↘16 233 |         |         |         |

На 1 января 2024 года по численности населения город находился на 741-м месте из 1119 городов Российской Федерации.